# Nguyễn Quyện
Nguyễn Quyện (chữ Hán: 阮倦; 1511-1593) là danh tướng trụ cột của nhà Mạc thời Nam Bắc triều trong lịch sử Việt Nam, tước Văn Phái hầu sau được phong làm Thường quận công, Chưởng phù Nam vệ, Thạch Quốc công, Tả đô đốc Nam đạo, Thái bảo. Ông một trong các vị tướng lĩnh chủ chốt của nhà Mạc trong giai đoạn thời kỳ chiến tranh Lê Mạc.

## Tiểu sử
Nguyễn Quyện là con của Thư Quận công, Thượng thư, Trạng nguyên Nguyễn Thiến, quê nội làng Tảo Dương, quê ngoại làng Canh Hoạch, phủ Thanh Oai nay thuộc tỉnh Hà Nội.

## Sự nghiệp

### Theo cha đổi chủ
Nguyễn Quyện là học trò của Nguyễn Bỉnh Khiêm, trước làm tướng của nhà Mạc, cùng các danh tướng Mạc Kính Điển, Mạc Ngọc Liễn quần nhau với những tướng giỏi của nhà Lê là Trịnh Kiểm và Bình An Vương Trịnh Tùng trong nhiều năm.
Cha Nguyễn Quyện là Nguyễn Thiến được nhà Mạc trọng dụng phong làm Thượng thư Bộ Lại, Thư quận công. Nhà ông cùng Thái tể Lê Bá Ly là thông gia. Sau khi vua sáng Mạc Đăng Doanh mất (1540), Thượng hoàng Mạc Đăng Dung đau buồn mà qua đời (1541), vua Mạc Phúc Hải cũng chết yểu (1546), nhà Mạc có biến loạn, nội bộ lục đục.
Năm 1550, Thái tể Lê Bá Ly mâu thuẫn với cha con sủng thần Phạm Quỳnh - Phạm Dao và các quan Nguyễn Văn Thái, Đặng Văn Trị,... từ ngấm ngầm đến chia rẽ, đối địch. Thượng thư Nguyễn Thiến đứng về phía Thái tể Bá Ly. Khiêm vương Mạc Kính Điển phụ chính đại thần đang lo đánh dẹp phe phái mạnh của Mạc Chính Trung - Phạm Tử Nghi và có ơn với nhà Phạm Quỳnh, nên chưa kịp đứng ra dàn xếp chính sự. Vua Mạc Tuyên Tông còn trẻ lại tin lời xúc xiểm của sủng thần Phạm Quỳnh. Cha con Phạm Quỳnh, Phạm Dao đã bất ngờ đưa quân cấm vệ đến vây dinh Thái tể Lê Bá Ly và Thượng thư Nguyễn Thiến. Hai người trốn thoát ra được đã đem binh Sơn Tây và Kinh Bắc về đánh lại quân của Phạm Quỳnh và Phạm Dao. Vua Mạc Tuyên Tông trốn ra ngoài thành và xuôi thuyền bí mật về Dương Kinh để gặp Mạc Kính Điển. Trong tình thế cấp bách, Lê Bá Ly và Nguyễn Thiến đã không kịp hỏi kế Trạng Trình Nguyễn Bỉnh Khiêm mà vội dẫn gia quyến đi suốt đêm trốn vào ải Thanh Hoa xin hàng nhà Lê. Trong các con đi theo có Nguyễn Quyện và nhiều người đang làm tướng triều Mạc như Phổ quận công Lê Khắc Thận, Nguyễn Miễn... Mỗi người đem hơn trăm quân bản bộ về hàng nhà Lê trong năm đó.
Nhà Mạc bị tổn thất đặc biệt nghiêm trọng trong sự kiện này. Do vậy, tháng 3 năm 1551, Trịnh Kiểm đã đem một vạn quân, cử Lê Bá Ly, Nguyễn Quyện, Lê Khắc Thận làm tiên phong, phối hợp chặt chẽ với Vũ Văn Mật ở Tuyên Quang cùng mang quân đánh kinh thành Thăng Long. Mạc Tuyên Tông tránh sang Kim Thành, Hải Dương để Mạc Kính Điển, Nguyễn Kính ở lại chống giữ. Trịnh Kiểm không đánh chiếm được kinh thành phải kéo quân về Thanh Hoa.

### Danh tướng Bắc triều

#### Trở về nhà Mạc
Năm 1557, Lê Bá Ly và Nguyễn Thiến cùng mất. Mạc Tuyên Tông biết Nguyễn Quyện là tướng tài, luôn lập được chiến công nên lấy làm lo ngại phải hỏi kế của Nguyễn Bỉnh Khiêm. Trạng Trình đã xin vua Mạc mang theo một trăm tráng sĩ sai đi phục sẵn ở bờ bắc và gửi thư mời anh em Nguyễn Quyện sang bên thuyền để cùng uống rượu, nói chuyện tâm tình.
Tháng 8 năm 1557, Nguyễn Quyện, Nguyễn Miễn nghe theo lời Nguyễn Bỉnh Khiêm, bèn rủ nhau trốn về với nhà Mạc. Sự trở về của hai anh em Nguyễn Quyện làm Mạc Tuyên Tông và Khiêm Vương Mạc Kính Điển rất vui mừng. Mạc Kính Điển gả con gái Ngọc Tỷ cho Nguyễn Quyện và Ngọc Điểm cho Nguyễn Miễn; Mạc Tuyên Tông phong cho Nguyễn Quyện tước Văn Phái hầu, Nguyễn Miễn làm Phù Hưng hầu.

#### Thủy chiến Giao Thủy
Tháng 9 năm đó, Thái sư nhà Lê là Trịnh Kiểm mang quân đánh huyện Giao Thủy ở mạn dưới Sơn Nam. Trịnh Kiểm tự mình chỉ huy bộ binh, sai Vũ Lăng hầu Phạm Đức Kỳ làm Tiền Thủy đội, tung quân đánh lớn. Mạc Kính Điển không chút nghi ngờ Nguyễn Quyện, sai ngay ông ra chống giữ ở sông Giao Thủy. Nguyễn Quyện và Phạm Đức Kỳ đánh nhau to. Kỳ rướn mình nhảy sang mui thuyền của Nguyễn Quyện trước và hạ gục ngay người vệ sĩ của Quyện. Ông cầm gươm chém tới, Kỳ không đỡ kịp nên nhảy xuống sông lặn đi. Ông nhảy sang thuyền của Kỳ, chém được đầu người vệ sĩ và nhanh ý xóc mũi kiếm vào đầu địch thủ, dơ cao lên, hô lớn:
Đầu Vũ Lăng hầu đây, lũ chúng mày địch sao nổi ta!
Quân Lê Trịnh nghe nói thế, tưởng chủ tướng bị giết nên nao núng, tan vỡ. Quân Mạc thừa thắng đuổi đánh. Trịnh Kiểm phải vội rút quân. Mạc Kính Điển sai tướng đem quân chặn lối về. Theo Đại Việt Sử ký Toàn thư, trận này quân Lê tổn hại quá nửa, chiến tướng bị giết đến vài chục viên, thuyền bè, khí giới phải vứt bỏ rất nhiều, Trịnh Kiểm rút về Thanh Hoa. Nguyễn Quyện được phong là Thạch quận công.
Chiến sự Lê-Mạc giằng co trong nhiều năm. Năm 1561, Mạc Phúc Nguyên lâm bệnh chết, con là Mạc Mậu Hợp mới hai tuổi lên thay. Phụ chính Mạc Kính Điển phong Nguyễn Quyện là Chưởng Phù Nam vệ.

#### Tiến đánh Nghệ An
Năm 1570, Trịnh Kiểm chết, các con là Trịnh Cối và Trịnh Tùng tranh quyền đánh nhau. Mạc Kính Điển nhân thời cơ bèn khởi 10 vạn quân, 700 chiếc chiến thuyền chia làm năm đội vào đánh Nam triều. Mạc Đôn Nhượng cùng tướng Bắc đạo Mạc Đình Khoa trấn giữ cửa biển Thần Phù, tướng Nam đạo Nguyễn Quyện làm đội thứ 2, tướng Tây đạo Mạc Ngọc Liễn làm đội thứ 3, tướng Đông đạo Hoa Quận công và Kỳ Quận công  làm đội thứ 4; đích thân Mạc Kính Điển đốc suất đại quân trung dinh làm đội thứ 5. Trịnh Cối liệu thế không chống nổi bèn đem quân về hàng nhà Mạc. Quân nhà Mạc thừa thắng tràn lên vây đánh An Trường, thuộc huyện Thủy Nguyên, là nơi vua nhà Lê đóng. Tuy nhiên, Trịnh Tùng thay thế Trịnh Kiểm cũng là tướng có tài, quân Mạc không đánh chiếm được Thanh Hoá, chỉ cướp được nhiều của cải và dân mang về bắc. Một số tướng lĩnh nhà Lê cũng quay sang hàng Mạc.
Tháng 7 năm 1571, Nguyễn Quyện theo Mạc Kính Điển đốc suất quân lính vào đánh các huyện ở Nghệ An. Theo Đại Việt Sử ký Toàn thư, dân Nghệ An sợ uy quân Mạc từ lâu, địa thế lại xa cách, quân Lê Trịnh không thể cứu giúp được, phần nhiều đầu hàng nhà Mạc. Vì thế, từ sông Cả vào Nam đều là đất theo Mạc. Tướng Lê là Nguyễn Bá Quýnh nghe tin quân Mạc đến kinh hãi bỏ chạy. Nguyễn Quyện hợp binh với đạo quân của Hoàng quận công Mạc Đăng Lượng. Tuy nhiên, quân Mạc đi đánh xa, không được tiếp tế kịp thời. Tháng 9 năm đó, Trịnh Tùng chia quân cho hai quận công Trịnh Mô và Phan Công Tích đi cứu Nghệ An. Quân Mạc rút về.
Tháng 8 năm 1572, Do chiến sự bên Mạc có nhiều thuận lợi, Thái phó Vi quận công Lê Khắc Thận - con của Lê Bá Ly trước từng theo cha sang hàng Lê với Nguyễn Quyện- đã bỏ lại vợ con, vượt luỹ về hàng nhà Mạc.
Tháng 6 năm 1574, Nguyễn Quyện lại đem quân đánh Nghệ An. Quân Lê đánh nhau với quân Mạc nhiều lần bất lợi, thấy quân lính nhiều người sợ bỏ trốn, bèn làm vòng sắt khoá chân quân lính vào thuyền. Quân Mạc đuổi đến, quân Lê cũng không chịu giao chiến. Nguyễn Quyện đánh bại quân Lê, đuổi theo bắt sống được tướng Hoành quận công Thái Bá Chiên mang về Thăng Long xử tử.
Tháng 8 năm 1575, Mạc Kính Điển mang quân vào đánh Thanh Hoá, sai Nguyễn Quyện cầm quân đánh Nghệ An. Trịnh Tùng điều quân đánh chặn, cầm chân được quân của Kính Điển ở huyện Yên Định. Trịnh Tùng cử các tướng Lại Thế Khanh, Phan Công Tích, Trịnh Mô đi cứu Nghệ An. Sáng ngày hôm sau Chiến sự giao tranh tại Lèn Hai vai Diễn Châu, Nguyễn Quyện nhìn Lèn Hai vai là núi "Lưỡng Khương" chỉ có Hai vai mà Không có đầu biết là sẽ thắng, đã dùng kỳ binh mai phục, đánh thắng giết chết Phan Công Tích trên lưng Ngựa.
Năm 1576, Mạc Kính Điển một lần nữa mang quân vào đánh Thanh Hoá và lại sai Nguyễn Quyện cầm quân đánh Nghệ An. Nguyễn Quyện đụng với Tấn quận công Trịnh Mô, đánh nhau vài tháng.
Trịnh Tùng cho người đưa chỉ vào triệu Trịnh Mô về bàn bạc kế hoạch chống giữ. Thuộc tướng của  Trịnh Mô là Lâm quận công làm phản, đầu hàng Nguyễn Quyện và tiết lộ tin tức. Nguyễn Quyện đem quân trở ra Ngọc Sơn, Thanh Hóa đóng đồn từ Cầu Quán đến Mạo Lạp, lại cho quân mai phục hai bên đón đường.
Trên đường ra Yên Trường,  Trịnh Mô và quân túc vệ rơi vào mai phục của Nguyễn Quyện tại Bông Đồn, Độc Hiệu. Đánh nhau hơn một ngày,  Trịnh Mô đem quân theo ít, chống không được đại binh nhà Mạc nên yếu thế dần. Nguyễn Quyện thấy vậy bảo tướng sĩ rằng:
Trịnh Mô thua chạy, tướng lệnh vô phèng, ta nhất định bắt được y
Rồi đốc quân đuổi theo và bắt được Cảnh Hoan đem về Thăng Long.
Đại Việt Sử ký Toàn thư của nhà Lê ghi nhận: Từ đấy, oai thanh của Nguyễn Quyện ngày một lừng lẫy, trở thành viên danh tướng của họ Mạc. Các tướng hùng, tôi giỏi cả miền Giang Đông đều cho là không bằng Nguyễn Quyện.

#### Lão công thần
16 tháng 8 năm 1570 Mạc Kinh Điển đốc xuất các Tướng Tá đem hơn 10 vạn quân đánh Thanh Hóa. Hoàng Quận công (Không rõ Tên theo gia phả họ Hoàng trần Là Mạc Đăng Lượng) làm đội thứ nhất Tiên phong. Nam đạo Thạch quận công Nguyễn Quyện làm đội thứ Hai.
Tháng 8 năm 1577, ông theo Mạc Kính Điển đi đánh Thanh Hoá nhưng không giành được thắng lợi. Quân Mạc tổn thất phải rút về.
Năm 1580, Mạc Kính Điển lâm bệnh không ra trận được Tháng 7 năm đó, Kính Điển sai Nguyễn Quyện cùng Mạc Ngọc Liễn đem quân vào đánh Thanh Hoa, cướp lấy tiền của, súc vật của dân cư các huyện dọc sông rồi rút về. Tháng 10 năm 1580, Mạc Kính Điển mất. Mạc Đôn Nhượng được thay làm phụ chính.
Năm 1581, Nguyễn Quyện theo Mạc Đôn Nhượng vào đánh Thanh Hoá nhưng Trịnh Tùng chốt giữ nhưng nơi hiểm yếu nên quân Mạc bại trận phải trở về.
Năm Quý Mùi (1583) sau mười năm giằng co (1573-1583), Trịnh Tùng thấy thế mình đã mạnh bèn cử binh mã ra đánh Sơn Nam, đổi thế thủ thành thế công. Lúc này Mạc Đôn Nhượng làm phụ chính đại thần không có tài như Mạc Kính Điển, vua Mạc Mậu Hợp hèn kém, ít quan tâm chính sự và không nghe lời trung thần. Nguyễn Quyện và Mạc Ngọc Liễn thì đều đã già yếu. Thế Nhà Mạc ngày một suy yếu.
Tháng 10/ 1584, Nhà Mạc phong Giáp Trưng làm Sách Quốc Công, Nguyễn Quyện được phong tước Thường quốc công. Tháng 6 năm 1586, ông được phong làm Nam quân Tả đô đốc, cùng Mạc Ngọc Liễn được phong làm Thái bảo. Hoàng Quận Công Mạc Đăng Lượng phong phủ tả Đô đốc.(theo Đại việt sử ký Toàn Thư) tháng 6 năm 1586 Mạc đăng Lượng được phong Phó Quốc Vương.
Tháng 11 năm 1587, quân Lê ra đánh phía tây nam, đến huyện Mỹ Lương. Nhà Mạc sai tướng Mạc Ngọc Liễn và Nguyễn Quyện ra chống giữ. Khi Nguyễn Quyện đến sông Do Lễ gặp quân Lê tới. Quân Mạc yếu thế, bị thua chạy về Thăng Long.
Liên tiếp trong các năm sau, quân Lê ra đánh, quân Mạc thường bị thua, nhưng khi quân Mạc chạy về kinh, phía quân Lê cũng chưa đủ mạnh để truy kích ra bắc, nên rút về Thanh Hoá.

#### Lực bất tòng tâm
Tháng 12 năm 1591, Trịnh Tùng huy động đại quân bắc tiến, chia làm 5 đạo để đánh ra Thăng Long. Nhà Mạc cũng dồn hết quân lính khoảng 10 vạn người ra mặt trận, hội ở Quốc Oai để quyết chiến. Mạc Mậu Hợp sai Mạc Ngọc Liễn đốc suất các tướng sĩ binh mã Tây đạo; Nguyễn Quyện đốc suất tướng sĩ binh mã Nam đạo, Mạc Mậu Hợp đích thân đốc suất binh mã của chính dinh.
Ngày 27 tháng chạp, đến địa phận xã Phấn Thượng, hai bên đối trận với nhau. Quân Lê Trịnh mạnh mẽ tiến lên đánh bại quân Mạc, thừa thắng đuổi dài đến Giang Cao, chém được hơn 1 vạn quân Mạc. Mạc Mậu Hợp vội xuống thuyền vượt sông mà chạy. Duy có Nguyễn Quyện lánh xa nên được an toàn, chưa đụng quân Lê.
Mạc Mậu Hợp trốn về Thăng Long, chỉnh đốn lại binh mã. Sai Mạc Ngọc Liễn đem quân bản đạo cố thủ từ cửa Bảo Khánh về phía tây đến phường Nhật Chiêu; Bùi Văn Khuê, Trần Bách Niên đem quân bốn vệ giữ cửa Cầu Dừa, qua cửa Cầu Muống đến thẳng cửa Cầu Dền, chia dinh thứ, ngày đêm đóng cửa cố thủ trong thành Đại La để chống giữ; Nguyễn Quyện đem quân giữ từ Mạc Xá trở về đông, ứng cứu quân các đạo. Quân hai đạo Đông và Bắc đều thuộc quyền của Nguyễn Quyện.
Mạc Mậu Hợp tự tay đốc suất thủy quân, dàn hơn 100 chiếc thuyền giữ sông Nhị Hà để làm thanh viện. Nguyễn Quyện đem quân đến dinh, đặt quân phục ở ngoài cửa Cầu Dền để đợi, dàn súng lớn Bách Tử và các thứ hoả khí để phòng bị.
Đầu tháng 1 năm 1592, Trịnh Tùng đốc suất quân lính cùng tiến. Bùi Văn Khuê, Trần Bách Niên không chống nổi quân Lê, tan vỡ tháo chạy; Mạc Ngọc Liễn cũng bỏ trốn. Quân Lê thừa thắng đuổi tràn đến tận sông, phóng lửa đốt cung điện và nhà cửa trong thành. Trịnh Tùng thúc voi ngựa và quân lính đánh phá cửa Cầu Dền. Quân Mạc tan vỡ, quân mai phục của Nguyễn Quyện chưa kịp nổi dậy, bị chết hết ở ngoài cửa Cầu Dền. Nguyễn Quyện định liều mạng chạy trốn, nhưng tiến, lui đều không còn đường nào, trong ngoài đều là quân Lê, mà cửa luỹ lại bị lấp. Con ông là Nguyễn Bảo Trung, Nguyễn Nghĩa Trạch và thủ hạ, tinh binh cố sức đánh, đều chết tại trận.
Nguyễn Quyện trí cùng lực kiệt, chạy về bản dinh, bị quân Lê bắt sống đem dâng trước cửa quân. Trịnh Tùng cởi trói cho ông, đãi theo lễ tân khách, tuyên dụ uý lạo, nói tới ân nghĩa thu nạp của Trịnh Kiểm trước kia.
Nguyễn Quyện phục xuống và tự than rằng:
Tướng thua trận không thể nói mạnh được. Trời đã bỏ họ Mạc thì người anh hùng cũng khó ra sức.
Trịnh Tùng khen ngợi câu nói ấy của ông.

#### Tận trung với nhà Mạc
Nguyễn Quyện tuy bị bắt nhưng vẫn nhớ nhà Mạc, bèn nghĩ ra kế hoãn binh cho nhà Mạc. Ông nói với Trịnh Tùng san phẳng luỹ đất trong thành Thăng Long. Trịnh Tùng nghe theo, ngày 15 tháng giêng hạ lệnh cho các quân san phẳng luỹ đất đắp thành Đại La dài đến mấy ngàn trượng, phát hết bụi rậm gai góc, cày lấp hào rãnh, phá đến thành đất bằng. Ông muốn nhân thời gian quân Lê mải đi phá luỹ, quân Mạc sẽ có cơ hội tổ chức lại.
Trịnh Tùng tuy thắng trận nhưng liệu sức chưa chiếm hẳn được Thăng Long nên cũng tạm rút quân. Song Mạc Mậu Hợp khi trở về kinh thành lại hưởng lạc như cũ, không lo lắng việc phòng chống quân Nam và tổ chức phản công.
Nguyễn Quyện sinh được hai con gái. Con gái lớn là hoàng hậu Nguyễn Thị của Mạc Mậu Hợp, con gái thứ là Nguyễn Thị Niên là vợ của tướng Bùi Văn Khuê. Tháng 8 năm 1592, Nguyễn Thị Niên vào cung thăm chị, Mạc Mậu Hợp thấy sắc đẹp của Thị Niên nên muốn chiếm đoạt, bèn giữ luôn ở trong cung và dự định triệu Bùi Văn Khuê về kinh để giết. Nguyễn Thị Niên sợ hãi bèn sai người hầu cận mật chạy đi báo cho Bùi Văn Khuê. Văn Khuê biết chuyện, bèn dẫn quân bản bộ về hàng nhà Lê. Sau đó liên tiếp 10 tướng Mạc sang hàng Lê. Mạc Ngọc Liễn một mình chống giữ nhưng bị cô thế, bị bại trận ở Tam Đảo. Mạc Mậu Hợp đại bại bỏ chạy thoát sau ẩn cư trong chùa ở xứ Kinh bắc (không phải bị giết móc mắt bêu đầu đưa về Thanh hóa Hiến hoàng như Đại việt Sử ký toàn thư viết)
Mạc Ngọc Liễn chạy thoát, lập người tông thất là Mạc Kính Cung (con Kính Điển) lên ngôi, tiếp tục chống Lê Trịnh.
Nguyễn Quyện bị giam trong ngục. Các con ông là Nhuệ quận công Nguyễn Tín, Thọ Nham hầu Nguyễn Trù và con của Phù Hưng hầu Nguyễn Miễn- em ông, có sách chép là Nguyễn Phù Hưng hầu- là Đô Mỹ, Văn Bảng, Nam Dương, An Nghĩa, Nhân Trí  thấy vua Mạc bị bắt, bèn chịu khuất quy thuận. Tuy nhiên sau đó ông cùng các con, cháu vẫn muốn phò nhà Mạc nên mưu phản, việc bị phát giác.
Ngày mồng 4 tháng 11 nhuận năm 1593, Nguyễn Quyện cùng Nguyễn Tín, Đô Mỹ, Văn Bảng, Nhân Trí đều bị giết trong ngục. Năm đó Nguyễn Quyện đã 82 tuổi.
Con ông là Thọ Nham cùng 2 người cháu là Nam Dương, An Nghĩa trốn thoát đi theo Mạc Kính Cung, họ Mạc cát cứ trên Cao Bằng thêm hơn 80 năm nữa.